# Fetitxisme de les màscares

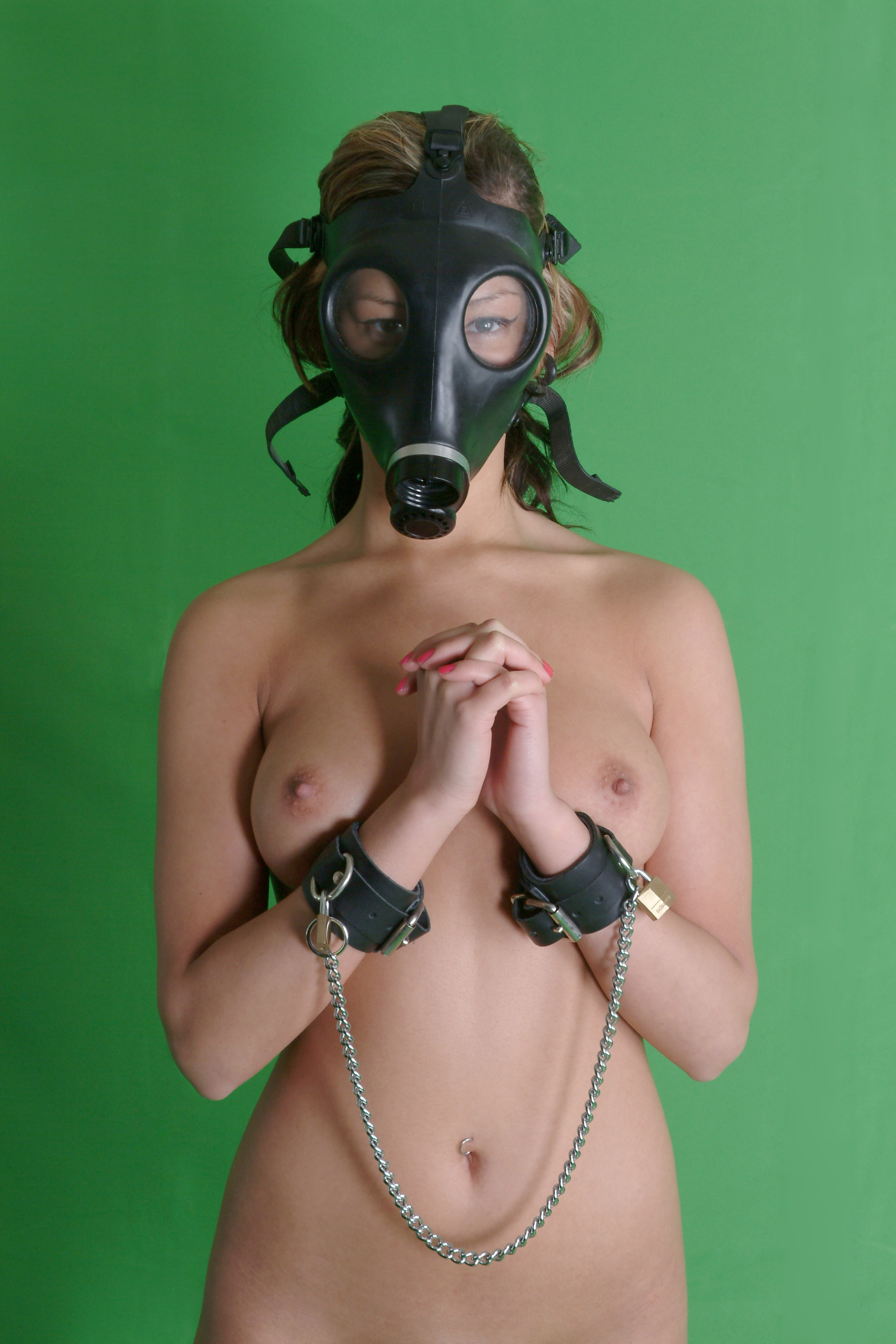
Model en màscara de gas amb manilles.

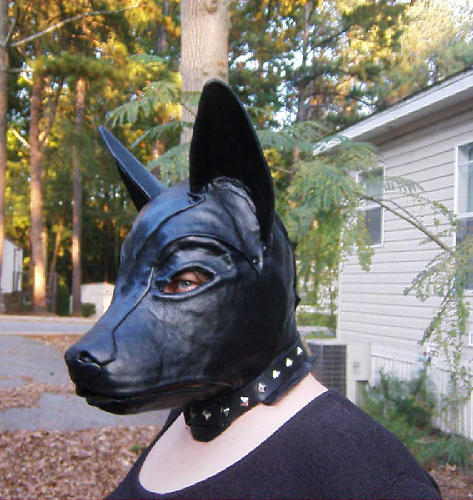
Dona lligada amb caputxa de gos.

El fetitxisme de les màscares és un tipus de fetitxisme sexual en el qual l'excitació és generada a través de la visió, ús (en un mateix o en tercers), contacte, acte de posar o treure o presència en general, de màscares. Aquest tipus de fetitxisme accepta en el seu establiment, diverses modalitats de màscares, sempre segons el significat i/o simbologia que aquesta tingui dins de l'imaginari sexual del subjecte o en el seu desenvolupament.